# Cei cinci frați chinezi
Cei cinci frați chinezi (titlu original The Five Chinese Brothers) este o carte americană scrisă de Claire Huchet Bishop și ilustrată de Kurt Wiese. A fost publicată inițial în 1938 de Coward-McCann.
Cartea este o repovestire a unei povești populare chineze, Zece frați.

## Subiect
În urmă cu mult timp în China, a trăit o familie cu cinci frați care seamănau foarte bine între ei. Fiecare poseda un talent special: primul putea să soarbă marea; cel de-al doilea avea un gât de fier care nu putea fi tăiat de nici o sabie; cel de-al treilea își putea întinde picioarele; al patrulea poate rezista focului fără a fi ars; iar al cincilea își putea ține respirația foarte mult. Când primul dintre frați, un pescar foarte iscusit, a fost de acord să lase un băiat să-l însoțească în călătoria sa de pescuit, s-au iscat necazurile. El a ținut toată apa mării în gură, astfel încât băiatul să poată aduna pești și comori. Atunci când n-a mai putut ține apa mării în gură, el a semnalat în mod insistent băiatului, dar băiatul l-a ignorat și s-a înecat atunci când omul a scuipat apa.
Pescarul a fost acuzat de crimă și condamnat la moarte. Unul câte unul, cei patru frați și-au schimbat locul când au fost duși să fie executați și fiecare și-a folosit capacitatea supraumană de a supraviețui decapitării, înecului, arderii și sufocării. Judecătorul a decis că acuzatul trebuie să fi fost nevinovat tot timpul, deoarece el nu putea fi executat. Cei cinci frați s-au întors acasă la mama lor și au trăit fericiți încă mulți-mulți ani.

## Recepție și controverse
Deși adesea a fost considerată o poveste clasică a literaturii pentru copii, Cei cinci frați chinezi a fost acuzată de promovarea stereotipurilor etnice despre chinezi, în special prin ilustrațiile sale. and many teachers have removed the book from their classrooms. Unii profesori au scos cartea din sălile de clasă. Cu toate acestea, cartea a avut câțiva apărători. Într-un articol din Jurnalul bibliotecii din 1977, Selma G. Lanes descrie ilustrațiile ca fiind "vesele și extrem de atrăgătoare", caracterizând "stilul desenat al lui Wiese" ca fiind "potrivit pentru povestea folclorică, un gen care se ocupă de adevăruri largi". Ea a adăugat: "Nu-mi amintesc o poveste în copilăria mea, care mi-a dat un simț mai straniu de a fi în regulă cu lumea".
Bazându-se pe un sondaj online din 2007, Asociația Națională pentru Educație a numit cartea una din "Top 100 cărți pentru copii".

## Adaptări
- Frații L'u, desen animat sovietic, 1953